# إنريكو ميدي
إنريكو ميدي (بالإيطالية: Enrico Medi )‏ (و. 1911 – 1974 م) هو فيزيائي، وسياسي، ومذيع من إيطاليا .
توفي في روما ، عن عمر يناهز 63 عاماً.

## مناصب
تولى منصب عضو مجلس النواب في الجمهورية الإيطالية .

## روابط خارجية
- إنريكو ميدي على موقع مونزينجر (الألمانية)